# احمد النحوی
احمد النحوی (انگلیسی: Ahmed Al-Nahwi؛ زادهٔ ۱۱ مهٔ ۱۹۹۱) یک ورزشکار است.